# Gutkowo (województwo warmińsko-mazurskie)
Gutkowo (warm. Gietkowo, Giętkowo, niem. Göttkendorf) – wieś na Warmii w Polsce położona w województwie warmińsko-mazurskim, w powiecie olsztyńskim, w gminie Jonkowo. W latach 1975–1998 miejscowość administracyjnie należała do województwa olsztyńskiego.
Wieś położona jest na wzgórzach okalających jezioro Ukiel (Krzywe), przy drodze wojewódzkiej nr 527.

## Historia

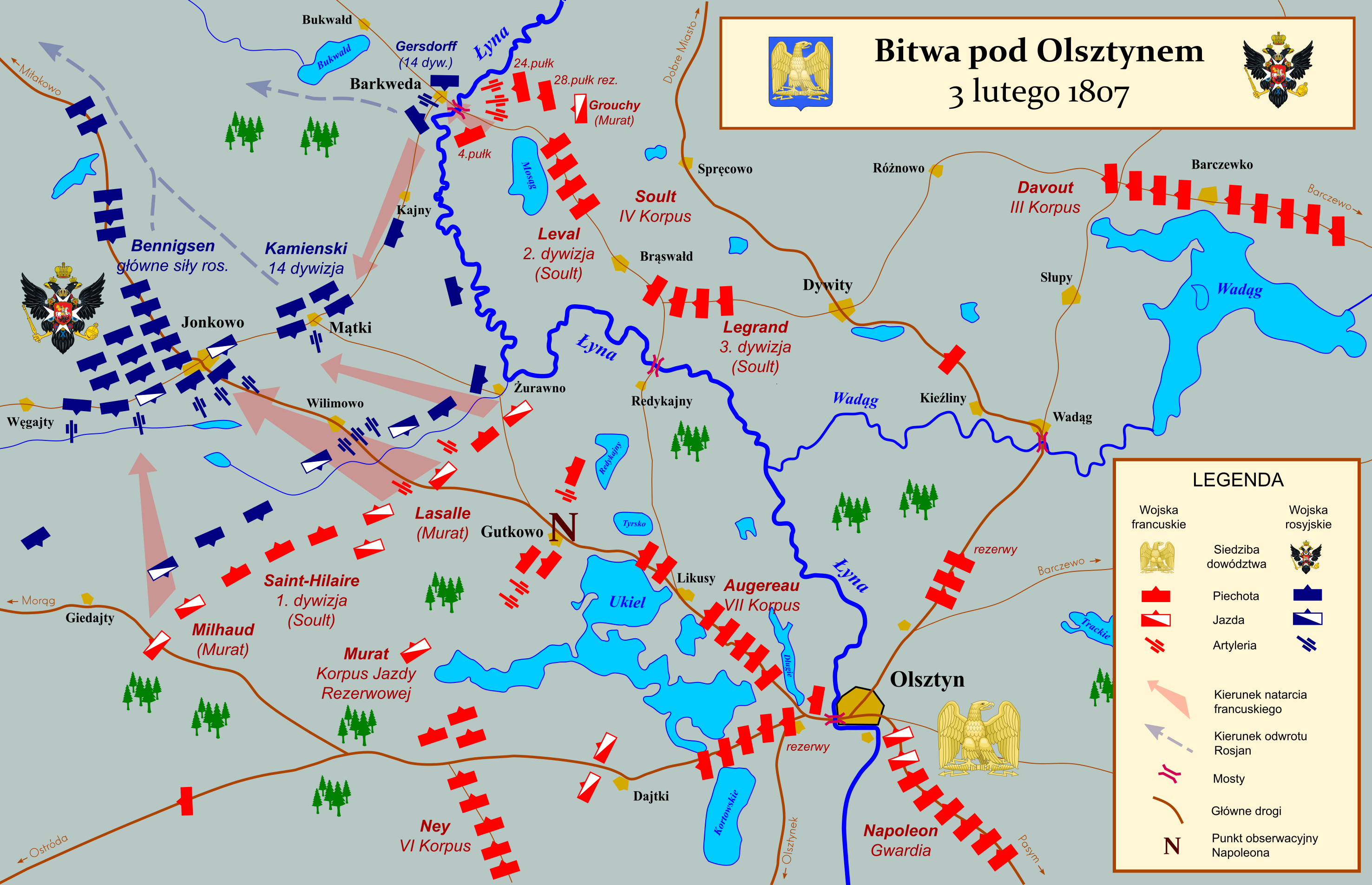
Plan bitwy pod Jonkowem 3-4 lutego 1807 r.

Wieś pod pierwotną nazwą Aucul (Ukiel) lokowana w 1352 r. przez kapitułę warmińską, na 60 włókach nad jeziorem Aucul (Ukiel), z 12 letnim okresem wolnizny. 6 włok było wolnych od czynszu i przeznaczonych dla zasadźcy. Otrzymał on także przywilej na założenie karczmy i zobowiązany był do służby zbrojnej konno a także do pomocy przy budowie zamku.  
Przywilej lokacyjny wystawiono 14 sierpnia 1352 we Fromborku, zasadźca i pierwszym sołtysem był Prus Godeken. Proponowana nazwa wsi nie przyjęła się a wieś nazwę Godekendorf (Hodekendorf, Gottkendorf) wzięła od imienia zasadźcy. Nazwa wsi Goetkendorf pojawiła się już pod koniec XIV wieku. 30 stycznia 1517 administrator dóbr kapituły warmińskiej Mikołaj Kopernik, przekazał dodatkową ziemię nowemu osadnikowi. 
Zimą 1807 w pobliżu Gutkowa miała miejsce bitwa wojsk francuskich z rosyjskimi. Wówczas, 3 lutego 1807, Gutkowo odwiedził Napoleon Bonaparte.
Przed wybuchem II wojny światowej Gutkowo liczyło 1079 mieszkańców. W 2015 r. liczyło ok. 400 mieszkańców.
W latach osiemdziesiątych XX wieku część wsi wraz z kościołem została włączona w granice Olsztyna i stanowi ona obecnie jedno z jego osiedli – Gutkowo (Olsztyn), będące jednostką pomocniczą gminy. Obecnie wieś Gutkowo tworzy północna i zachodnia część dawnego Gutkowa wraz z osiedlem Pumpyleje.